# Dythemis
Dythemis is een geslacht van libellen (Odonata) uit de familie van de korenbouten (Libellulidae).

## Soorten
Dythemis omvat 7 soorten:
- Dythemis fugax Hagen, 1861
- Dythemis maya Calvert, 1906
- Dythemis multipunctata Kirby, 1894
- Dythemis nigrescens Calvert, 1899
- Dythemis rufinervis (Burmeister, 1839)
- Dythemis sterilis Hagen, 1861
- Dythemis velox Hagen, 1861